# Pomme d'or (tourisme)
Ne doit pas être confondu avec Pomme d'Or de Bratislava ou Pomme d'or de la discorde.
Pour les articles homonymes, voir Pour le fruit, voir pomme..
La Pomme d'or est une récompense internationale de l'industrie touristique décerné par FIJET, la Fédération internationale des journalistes et écrivains du tourisme. Elle est décernée chaque année depuis 1971 à une organisation, un site ou à une personne pour mettre en lumière son implication et son excellence dans le domaine du tourisme. 

## Liste des récipiendaires
- 1971 - Italie, Sicile
- 1971 - Belgique, Domaine provincial de Bokrijk
- 1971 - Pays-Bas, Parc à thème Efteling
- 1972 - Yougoslavie, Sveti Stefan
- 1972 - Hongrie, Estergone
- 1972 - Irlande, pour le  développement du transport des excursions à cheval
- 1973 - France, Thoiry-en-Yvelines, pour son parc zoologique
- 1973 - Belgique, Arthur Haulot (Commissariat Général du Tourisme)
- 1974 - Royaume-Uni, York
- 1975 - Roumanie, Bucovine, Monastère de Moldovita
- 1976 - Allemagne, Rothenburg ob der Tauber
- 1978 - Yougoslavie, Sarajevo
- 1979 - Bulgarie, Rila
- 1980 - France, Pézenas
- 1981 - Espagne, Robert Lonati (Secrétaire général de l'Organisation mondiale du tourisme)
- 1982 - Russie, Souzdal
- 1983 - Finlande, Turku
- 1984 - Turquie, Antalya
- 1985 - Espagne, Palos de la Frontera
- 1986 - Pologne, Cracovie
- 1987 - Chypre, Nicosia
- 1988 - Portugal, Funchal/Madère
- 1988 - Grèce, Mont Pélion
- 1990 - Colombie, Carthagène des Indes
- 1991 - Tunisie, Utinah
- 1993 - Belgique, Anvers
- 1994 - Égypte, Sinaï
- 1995 - Cuba, Santiago de Cuba
- 1996 - Espagne, Cáceres
- 1996 - Dubrovnik, Croatie
- 1997 - Russie, Moscou et Iouri Loujkov (Maire de Moscou)
- 2000 - Belgique, Les lacs de Mol
- 2001 - Liban, Ville de Tyr
- 2002 - Égypte, Charm el-Cheikh
- 2003 - Turquie, Nemrut Dağı
- 2004 - République tchèque, Brno
- 2005 - Croatie, Split
- 2006 - Espagne, Calp
- 2009 - Trois récompenses pour la Roumanie (Mărginimea Sibiului, Danube Delta Biosphere Reserve, et Blue Air airlines)[1]
- 2010 - Égypte, Louxor
- 2011 - Croatie
- 2012 -
  - Italie, Caltagirone
  - Turquie, Hamamönü
  - Égypte, Alexandrie
  - Slovénie, Foundation Kobarov
  - République tchèque, Český Krumlov
- 2013 - Croatie, Opatija et Rovinj
- 2014 - 
  - Roumanie, Târgu Jiu
  - Liban, Byblos
  - Slovénie, Postojna
- 2015 -
  - Croatie, Dubrovnik
  - Russie, Moscou
  - Serbie, Palić
- 2016 - 
  - Belgique, Ypres
  - Slovénie, Ljubljana
  - Bulgarie, Plovdiv
- 2017 -
  - Russie, Kazan
  - Slovaquie, Bratislava
- 2018 -
  - Iekaterinbourg, Russie
  - Diyarbakır, Turquie